# Municipio de Concepción de Buenos Aires
El municipio de Concepción de Buenos Aires es uno de los ciento veinticinco municipios que conforman el estado de Jalisco, México. Su cabecera y localidad más poblada es Concepción de Buenos Aires.

## Toponimia
Su nombre es en honor de la Virgen de la Inmaculada Concepción, que es la patrona del lugar y por el aire que sopla, oloroso a pino. Se le conoce también con el nombre de Pueblo Nuevo; ya que, es un poblado relativamente joven.

## Historia
En 1865 radicaban en Teocuitatlán el rico hacendado Benito Echauri y su hijo Pablo Echauri. Descendían de latifundistas que por decreto virreinal habían recibido propiedades que abarcaban desde el río de La Pasión, que divide los estados de Jalisco y Michoacán, hasta las playas de Zacoalco. Por ese entonces el párroco Ignacio S. Romo visitó los terrenos al ser invitado por los dueños. Estuvo en la hacienda de Toluquilla, Huejotitlán, de Santa Rosa, Los Conejos, y otras. Durante el recorrido vieron que en el Llano de San Sebastián había bastante agua, lo que motivo al padre Romo expresar el deseo de que en esos lugares hubiera un poblado, para así poder atender mejor a la feligresía y no tener que ir desde Teocuitatlán.
La idea entusiasmó a los dueños y manifestaron que hiciera las gestiones pertinentes para la erección del pueblo: este debía de contar con templo, mercado y escuelas. El Arzobispo de Guadalajara, Pedro Loza y Pardavé, lo aprobó sin reservas, prometiendo visitar el poblado. Tuvo, desde luego algunos cambios de impresiones con Benito y Pablo Echauri. Se invitó a los lugareños para darles a conocer la idea y todos asistieron gustosos, se fijó el 3 de mayo de 1869 como fecha de la fundación.
El P. Romo escogió el Llano de los Conejos y Lomas de San Sebastián al sur, terrenos demarcados por los arroyos de los Malacates y Las Peñitas. Los fundadores fueron: Petronilo, Julián y Remedios Sánchez, Tranquilino Gudiño, quienes empezaron a rayar los barbechos con varas yunta de bueyes para señalar los lugares que ocuparían las construcciones. Asimismo son fundadores: Dionisio Mendoza, Bonifacio Sánchez y Filomena Arias de Sánchez; Francisco Ochoa, Sotero Ochoa, Trinidad y Domingo; Antonio Zúñiga, José Ángel, José María Arias y esposa; Tranquilino Gudiño y María Arias de Gudiño; Feliciano Peña Sánchez, Felipe Morales, Jesús Morales Cárdenas, Valente Morales, Antonio Sánchez y Petra Arias Anaya de Sánchez, Eutimio Contreras, Secundino Cárdenas; Lázaro, Antonio y Bonifacio Santos; José Ángel Arias. Los pobladores eran criollos y descendían de los primeros colonizadores blancos. En las cumbres de los cerros de San Gregorio y de Las Pitahayas, por lo demás, hay vestigios de templos aborígenes.
Concepción de Buenos Aires fue erigido como municipio el 10 de marzo de 1888, por decreto número 288, junto con ranchos y haciendas de Toluquilla, El Paso Hondo y Santa Gertrudis.
En el municipio de Concepción de Buenos Aires, al sur de Jalisco, se rompió el récord Guinness del guacamole más grande del mundo, al preparar 2 mil 986 kilos de este platillo.
En la elaboración del platillo tradicional, participaron mil 600 personas, entre los que estuvieron estudiantes de 12 escuelas de gastronomía, además de productores aguacateros del municipio anfitrión. También participaron productores de cebolla de Tizapán el Alto; de jitomate de Autlán de Navarro, San Gabriel y Tamazula de Gordiano; agricultores de limón de San Martín Hidalgo, quienes donaron los ingredientes; y empresarios de la Cámara Nacional de la Industria de Restaurantes y Alimentos Condimentados (CANIRAC).

## Descripción geográfica
El municipio de Concepción de Buenos Aires se localiza en la región Sureste del estado de Jalisco. Sus municipios colindantes son Tamazula de Gordiano, La Manzanilla de la Paz, Mazamitla, Teocuitatlán de Corona, Atoyac y Gómez Farías. Tiene una extensión territorial de 303.51 kilómetros cuadrados.
El municipio colinda al norte con los municipios de Teocuitatlán de Corona, Tuxcueca y La Manzanilla de la Paz; al este con los municipios de La Manzanilla de la Paz, Mazamitla y Tamazula de Gordiano; al sur con los municipios de Tamazula de Gordiano y Gómez Farías; al oeste con los municipios de Gómez Farías, Atoyac y Teocuitatlán de Corona.

## Medio físico
El 48% del municipio tiene terrenos en lomeríos y la roca predominante es basalto (78.2%), rocas ígneas extrusivas básicas, de origen volcánico. El suelo predominante es andosol (46.7%), tierra negra de origen volcánico, constituidos principalmente de ceniza. El bosque ( 44.7 %) es el uso de suelo dominante en el municipio.

### Hidrografía
Los tipos de recursos hídricos del municipio están constituidos por aguas subterráneas, ríos y lagos. El territorio está ubicado dentro de 5 acuíferos de los cuales el 65.6% no tienen disponibilidad y el 34.4% se encuentra con disponibilidad de agua subterránea.
El territorio municipal está dentro de las cuencas Laguna de Sayula A, Laguna de Sayula B, Quito, Río Lerma 7 de las cuales el 35.8% tienen disponibilidad y el 64.2% presentan déficit de disponibilidad de agua superficial.
Sus recursos hidrológicos son proporcionados por los ríos y arroyos que forman la subcuenca río Tuxpan y la laguna de Sayula. Los ríos principales son: Los Langinos, Los Molcajetes, La Salada y Agua de Virgen. Se encuentran los arroyos: Carricitos, Molcajetes y Valle Florido. Además están las presas: Santa Rosa, La Yerbabuena y el Canal de Toluquilla.

### Clima, temperatura y precipitación
La mayor parte del municipio de Concepción de Buenos Aires (74.6%) tiene clima templado subhúmedo. La temperatura media anual es de 16.6 °C, mientras que sus máximas y mínimas promedio oscilan entre 27.2 °C y 6 °C respectivamente. La precipitación media anual es de 995mm. El promedio anual de día con heladas es de 27. Los vientos dominantes son en dirección del norte al sur.

## Áreas naturales protegidas
Concepción de Buenos Aires cuenta con 0.4% de humedales, sin contar con alguna área natural protegida tipificada dentro del territorio municipal.

## Sequía
A nivel municipal la sequía extrema es la que tiene una mayor distribución con un 28.1%, seguida por la moderada, severa y excepcional 27, 21 y 15 por ciento respectivamente.

## Flora y fauna
Su vegetación está compuesta principalmente por áreas boscosas en las que predominan las especies: pino, roble y fresno.
La ardilla, el conejo, el venado la liebre,y las güilotas habitan esta región.

## Infraestructura
El municipio cuenta con 16 servicios públicos, de los cuales destacan 18 escuelas, seguido de 8 instalaciones deportivas o de recreación y templos con 6.

### Salud
De acuerdo con los registros de la secretaría de salud, en el municipio se encuentran 2 unidades de servicio de salud como lo son consultorios, hospitales generales y especializados, oficinas administrativas, farmacias, laboratorios, unidades de medicina familiar, de especialidades médicas y móviles. De las cuales 2 corresponden a la Secretaría de Salud (SSJ).

## Demografía y localidades
El municipio de Concepción de Buenos Aires pertenece a la Región Sureste, según el Censo de Población y Vivienda 2020, su población en ese año era de 6,334 personas; de las cuales el 50.5 por ciento eran hombres y 49.5 por ciento mujeres. Las y los habitantes del municipio representaban el 3.7 por ciento del total regional.  Comparando este volumen poblacional con el del año 2015 (6,088 habitantes), se observa que la población municipal aumentó un 4.04 por ciento en cinco años. 

### Localidades
En 2020 Concepción de Buenos Aires contaba con 21 localidades, de éstas, 0 eran de dos viviendas y 6 de una. La localidad de Concepción de Buenos Aires era la más poblada, con 5,113 personas, que representaban el 80.7% de la población del municipio; le seguía Colonia Lázaro Cárdenas del Río con el 5%, Los Sauces con el 3.6%, Toluquilla con el 3% y Paso de la Yerbabuena con el 2.1% del total municipal.
| Código INEGI      | Localidad                  | Población (2020) |
| ----------------- | -------------------------- | ---------------- |
| 140260001         | Concepción de Buenos Aires | 5 113            |
| Otras localidades | Otras localidades          | 1 221            |
| Total municipal   | Total municipal            | 6 334            |

## Migración
El índice de intensidad migratoria se ubicó en 60.83 puntos con un grado de intensidad migratoria alto.

## Pobreza por carencia social
Respecto a las carencias sociales en 2020, destaca que el indicador de carencia por acceso a la seguridad social es el acceso a la seguridad social, con un 85.3 por ciento, que en términos absolutos representa 5,426 habitantes. En contraste, el que menos proporción de población presentó fue el de acceso a la alimentación, con el 3.5 por ciento. Otros indicadores como rezago educativo, acceso a servicios de salid, calidad y esapcio de la vivienda, así como acceso a servicios básicos de la vivienda, se ubicaron en 25, 17, 7 y 6 por ciento respectivamente.

## Economía y empleo

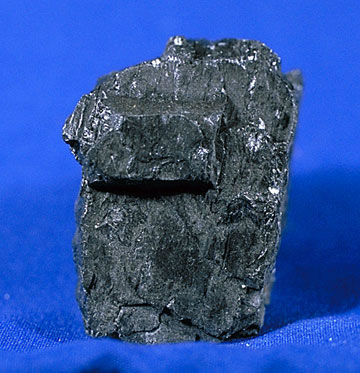
Existen yacimientos de carbón en el municipio.

Conforme a la información del Directorio Estadístico Nacional de Unidades Económicas (DENUE) de INEGI, el municipio de Concepción de Buenos Aires cuenta con 395 unidades económicas al mes de mayo de 2024 y su distribución por sectores revela un predominio de establecimientos dedicados a Comercio, siendo estos el 46.58% del total en el municipio. 

### Empleos
Para junio de 2024 el IMSS reportó un total de 155 trabajadores asegurados, lo que representó para el municipio de Concepción de Buenos Aires un incremento anual de 20 trabajadores en comparación con el mismo mes de 2023, debido al alza del registro de empleo formal de algunos de sus grupos económicos principalmente el de Agricultura. En función de los registros del IMSS el grupo económico que más empleos presentó dentro del municipio de Concepción de Buenos Aires fue el de Agricultura, ya que en junio de 2024 registró un total de 64 trabajadores concentrando el 41.29% del total de asegurados en el municipio. El segundo grupo económico con más trabajadores asegurados fue el de Fabricación de alimentos, que para junio de 2024 registró 40 trabajadores asegurados que representan el 25.81% del total de trabajadores asegurados a dicha fecha. En este contexto, tenemos en tercer lugar al sector de compraventa de gases, combustibles y lubricantes con un 7% de trabajadores dados de alta.

## Índice de desarrollo municipal
Concepción de Buenos Aires obtiene un desarrollo institucional Medio con un IDM-I de 58.6.

## Promedio mensual de carpetas de investigación
Durante el periodo de junio 2023 a mayo de 2024, se abrieron un total de 18 carpetas de investigación con un promedio mensual del 2 carpetas abiertas en donde el delito más investigado fue el de fraude. 

## Turismo
Arquitectura
- Exhacienda de Toluquilla.

Artesanías
- Elaboración de: huaraches, canastas de TULE y sillas de MADERA.

Campamentos
- Campento Vista Paraíso

Iglesias
- Templo de La Inmaculada Concepción.

Presas y lagunas
- Presa la Yerbabuena.
- Presa Pasondo.
- Presa San Rafael.
- Presa Villa Morelos.

Parques y reservas
- Cerro del Borracho.
- Sierra del tigre.
- Paso Hondo.
- Las Peñitas.
- Los Pinitos.
- La Puertecita.

## Fiestas
Fiestas civiles
- Fiestas taurinas. El 28 de diciembre.
- Corridas de año nuevo. El 31 de diciembre al 5 de enero

Fiestas religiosas
- Fiesta en honor de la Inmaculada Concepción. El 8 de diciembre.

## Gobierno

### Presidentes municipales
| Presidente municipal                | Período               | Partido político | Notas                              |
| Rafael Urzúa Arias                  | 1968-1970             | PRI              |                                    |
| Alejandro Magaña Fregoso            | 1983-1984             | PRI              |                                    |
| Víctor Lomelí Rodríguez             | 1984-1985             | PRI              | Interino                           |
| J. Guadalupe Contreras Díaz         | 01-01-1986-31-12-1988 | PRI              |                                    |
| Hilda Beltrán Delgadillo            | 01-01-1989-1992       | PRI              |                                    |
| Gonzalo Zúñiga Arias                | 1992-1995             | PRI              |                                    |
| Víctor Javier Morales Díaz          | 1995-1997             | PAN              |                                    |
| Malaquías Arias Buenrostro          | 01-01-1998-31-12-2000 | PRI              |                                    |
| Ricardo Zúñiga Arias                | 01-01-2001-31-12-2003 | PRI              |                                    |
| Antonio López Barajas               | 01-01-2004-31-12-2006 | PAN              |                                    |
| José Carlos Chávez Pantoja          | 01-01-2007-31-12-2009 | PAN              |                                    |
| María Guadalupe Buenrostro Ortiz    | 01-01-2010-30-09-2012 | PAN              |                                    |
| Gonzalo Zúñiga Arias                | 01-10-2012-30-09-2015 | PRI PVEM         | Coalición "Compromiso por Jalisco" |
| José Guaedalupe Buenrostro Martínez | 01-10-2015-30-09-2018 | PRI              |                                    |
| José Guadalupe Buenrostro Martínez  | 01-10-2018-30-09-2021 | PVEM             |                                    |
| César Salvador Sánchez Navarro      | 01-10-2021-           | PES              |                                    |